# Вілья-де-Вес
Вілья-де-Вес (ісп. Villa de Ves) — муніципалітет в Іспанії, у складі автономної спільноти Кастилія-Ла-Манча, у провінції Альбасете. Населення — 58 осіб (2010).
Муніципалітет розташований на відстані близько 250 км на південний схід від Мадрида, 60 км на північний схід від Альбасете.
На території муніципалітету розташовані такі населені пункти: (дані про населення за 2010 рік)
- Вілья-де-Вес: 48 осіб
- Барріо-дель-Сантуаріо: 10 осіб

## Демографія
Динаміка населення (INE ):

## Галерея зображень

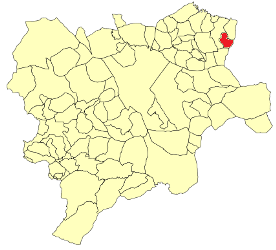
Розташування муніципалітету у провінції Альбасете